# Раконевице (гмина)
Раконевице (пол. Rakoniewice) — гмина (волость) в Польше, входит как административная единица в Гродзиский повет (Великопольское воеводство), Великопольское воеводство. Население — 12 404 человека (на 2004 год).

## Сельские округа
1. Адольфово
2. Блинек
3. Блоньско
4. Цегельско
5. Джималово
6. Эльжбецины
7. Глодно
8. Гнин
9. Голя
10. Гозьдзин
11. Яблонна
12. Коморувко
13. Кузница-Збонска
14. Лонке
15. Лонке-Нове
16. Нарожники
17. Раконевице-Весь
18. Ратае
19. Ростажево
20. Рухоцице
21. Стодольско
22. Тарнова
23. Тересполь
24. Вёска
25. Воля-Яблоньска

## Соседние гмины
1. Гмина Гродзиск-Велькопольски
2. Гмина Каменец
3. Гмина Новы-Томысль
4. Гмина Пшемент
5. Гмина Седлец
6. Гмина Велихово
7. Гмина Вольштын